# صلاة الوحشة
صلاة الوحشة هي من الصلوات المندوبات عند الشيعة الإمامية إلّا أنّها غير موجودة في المذاهب الإسلامية الأخرى، وتصلى صلاة الوحشة للميت في ليلة دفنه، وهي ركعتان. تسمى: أيضا: صلاة ليلة الدفن، وصلاة الهدية.

## وقتها
يستحب الإتيان بها في أي وقت من الليلة الأولى لدفن الميت.

## كيفية الصلاة
لها كيفيتان:
1. ركعتان، يقرأ في الركعة الأولى بعد الحمد آية الكرسي مرة واحدة، وفي الركعة الثانية بعد الحمد سورة القدر عشر مرات، وبعد التسليم يدعوا بهذا الدعاء: (اَلّلهُـمَّ صَلِّ عَلى مُحَمَّد وَ آلِ مُحَمَّد وَ ابْعَثْ ثَوَابَهَا اِلَى قَبْرِ فُلان) ذاكراً عوض (فلان) اسم الميت.
2. ركعتان، يقرأ في الأولى بعد الحمد سورة التوحيد مرتين، وفي الثانية بعد الحمد يقرأ سورة التكاثر عشر مرات وبعد التسليم يقول كما يقول في الطريقة الأولى.

## أحكامها
- يجوز الإتيان بصلاة الوحشة في أي وقت من الليلة الأولى للدفن، ولكن يفضل التعجيل بها في أوله بعد فريضة العشاء.
- لو تأخر دفن الميت، بسبب نقله إلى مكان بعيد أو لسبب آخر، تؤجّل صلاة الوحشة إلى ليلة دفنه.

## انظر ايضاً
- صلاة الغفيلة
- مفاتيح الجنان (كتاب)
- الدفن
- موت